# Cambridge (Ontário)
Cambridge é uma cidade da província canadense de Ontário. A cidade faz parte da Municipalidade Regional de Waterloo, um triângulo metropolitano que inclui Kitchener e Waterloo (Ontário). Sua população é de aproximadamente 130 mil habitantes.